# Tetrachaelasma southwardi
Tetrachaelasma southwardi är en kräftdjursart som beskrevs av William A. Newman och Arnold Ross 1971. Tetrachaelasma southwardi ingår i släktet Tetrachaelasma och familjen Bathylasmatidae. Inga underarter finns listade i Catalogue of Life.